# 聖地亞哥 (巴拉圭)

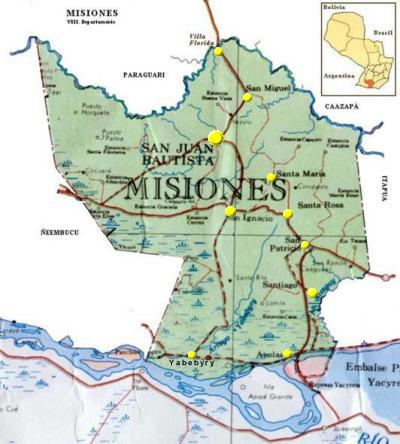

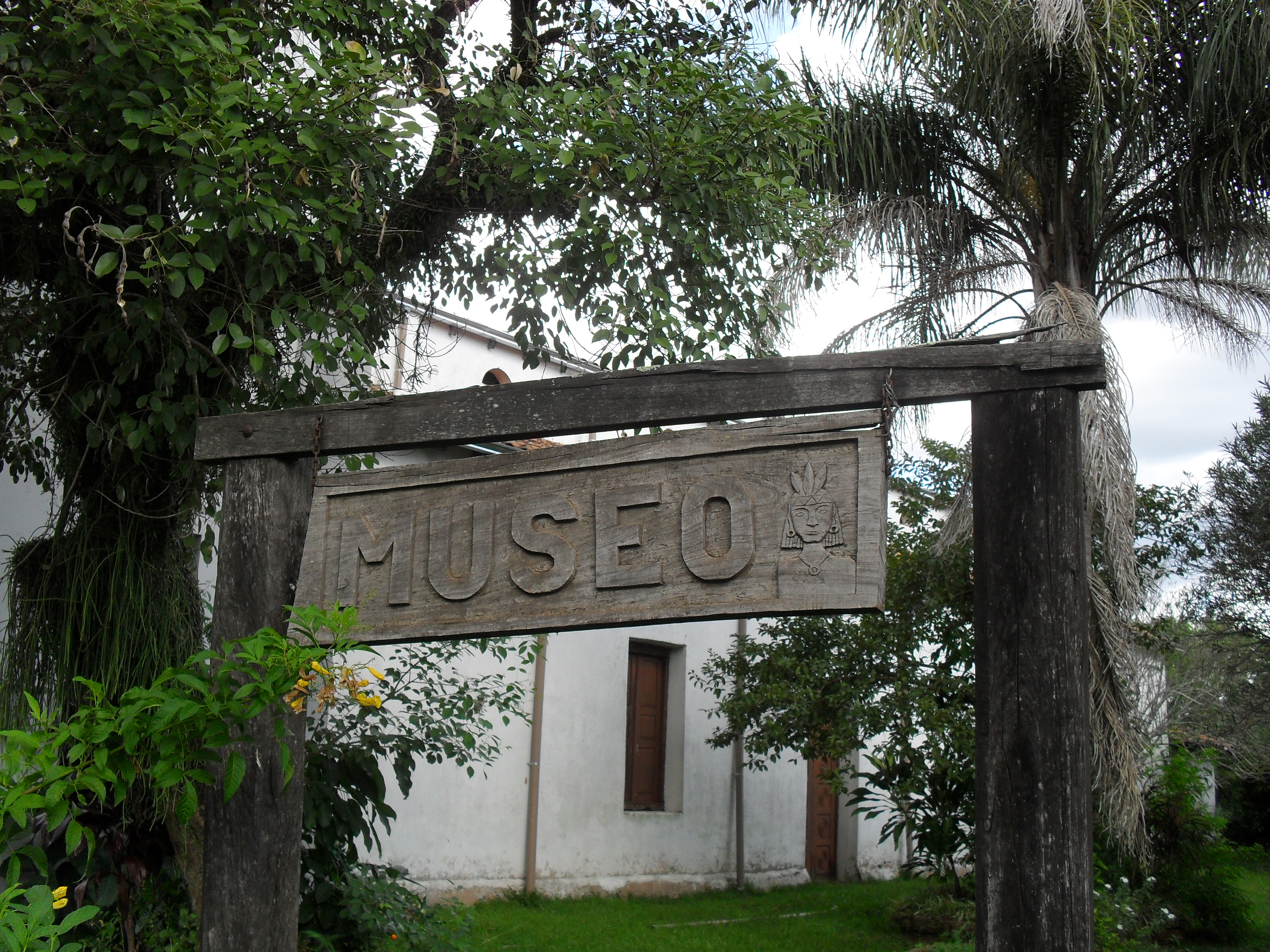

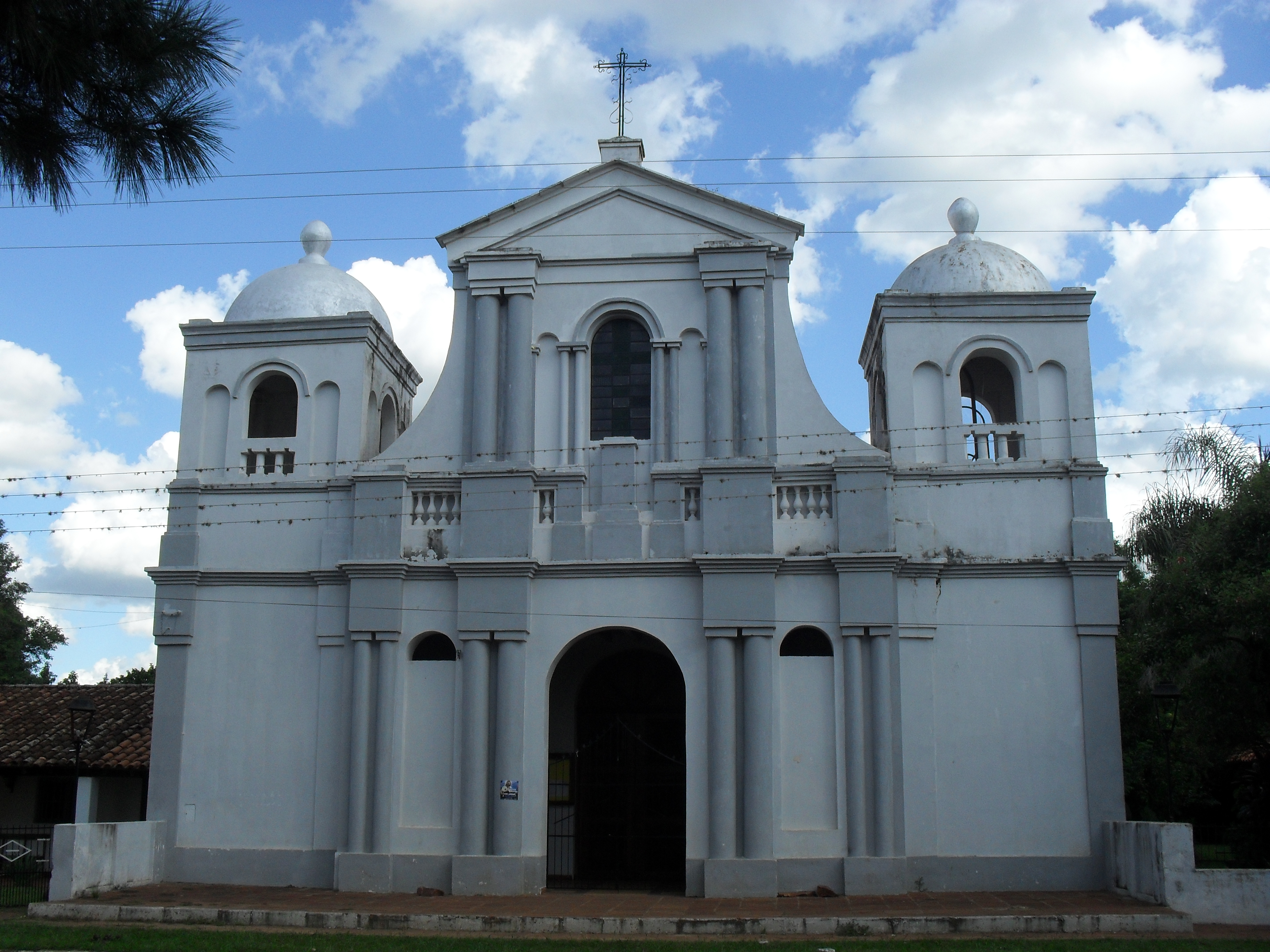

聖地亞哥（西班牙語：Santiago），是巴拉圭的城鎮，位於該國南部，由米西奧內斯省負責管轄，距離亞松森278公里，始建於1669年，面積740平方公里，海拔高度69米，人口7,702，人口密度每平方公里9人。